# Чевенини, Луиджи
Луиджи Чевенини (итал. Luigi Cevenini; 3 марта 1895, Милан — 23 июля 1968), также известный под именем Чевенини III (итал. Cevenini III) — итальянский футболист, левый центральный нападающий, один из пяти братьев Чевенини. Считался самым известным среди братьев, проведя 29 матчей за сборную Италии.

## Карьера

### Футбольная карьера
Чевенини дебютировал в серии А 28 апреля 1912 года за команду «Милан» в матче против «Дженоа». Луиджи забил гол и помог «россонери» победить. Тем не менее тот матч остался единственным в сезоне 1911/12 для Луиджи. В следующем сезоне 1912/13 Чевенини переходит в «Интер», где выступает до 1921 года и впервые выигрывает титул чемпионата Италии. Сезон 1921/22 Чевенини провёл в «Новезе» в чемпионате Итальянской Футбольной Федерации, в то время как его команда «Интер» играла в другом турнире, организованной Конфедерацией Итальянского футбола. «Новезе» победил в том сезоне, выиграв единственный в своей истории чемпионат Италии. В следующем году Луиджи вернулся в «Интер», за который выступал до 1927 года. Позднее Чевенини переходит в «Ювентус», где играет до 1930 года. Туринская команда стала последней командой Луиджи.

### Карьера в сборной
В сборной Италии Чевенини дебютировал 31 января 1915 года в матче со сборной Швейцарии. В той игре итальянцы победили 3:1, второй гол забил сам Чевенини, а третий, его брат Альдо. Луиджи Чевенини выступал за сборную Италии до 1929 года, проведя 29 матчей и забив 11 мячей, семь раз выводя сборную команду на поле с капитанской повязкой. Также Чевенини провёл 2 матча за сборную команду Италии, и в двух первых матчах в истории команды забил 3 мяча в ворота Люксембурга и Ирландии.

### Тренерская карьера
В 1930 году Чевенини пришёл на роль играющего тренера в клуб серии С, «Мессина». На следующий год команда под его руководством вышла в серию В. В сезоне 1932/33 Чевенини тренировал и выступал за «Пелоро», а в следующем сезоне возглавил «Новару». Сезон 1934/35 Чевенини начал на тренерском мостике «Комоензе» и, как и в предыдущих командах, выходил на поле, проведя с командой 15 матчей, забив 4 мяча. В сезоне 1938/39 Чевенини тренирует «Ареццо», и даже в 44-летнем возрасте выходит на поле в 4-х матчах.

### Дерби
Чевенини — второй (после Джузеппе Меацца) снайпер в истории миланского «классико». На его счету 17 мячей (все в составе «Интера»). Его брат, Марио Чевенини, выступавший за «Милан», забил 16 мячей.

## Достижения
- Чемпион Италии: 1920, 1922